# Romanò Brianza
Romanò Brianza è una frazione geografica del comune italiano di Inverigo posta a sud del centro abitato, verso Arosio.

## Storia
Romanò fu un antico comune del Milanese.
Registrato agli atti del 1751 come un villaggio di 220 abitanti saliti poi a 335 nel 1786 con la nuova frazione Guiano, nel 1797, quando contava 336 residenti, a titolo sperimentale fu per la prima volta sottoposto al capoluogo lariano.
Portato definitivamente sotto Como nel 1801, alla proclamazione del Regno d'Italia nel 1805 risultava avere 374 abitanti. Nel 1809 il municipio fu soppresso su risultanza di un regio decreto di Napoleone che lo unì per la prima volta ad Inverigo, ma il Comune di Romanò fu restaurato nel 1816 dagli austriaci dopo il loro ritorno. Nel 1853 risultò essere popolato da 721 anime salite a 811 nel 1871, allorquando nel frattempo la località aveva cambiato nome in Romanò Brianza. Il censimento del 1921 registrò 1247 residenti, ma il 25 marzo 1929 il regime fascista decise la definitiva soppressione del municipio aggregandolo nuovamente ad Inverigo seguendo l'antico modello napoleonico.